# Parakanlima (Cirinten)
Parakanlima is een bestuurslaag in het regentschap Lebak van de provincie Banten, Indonesië. Parakanlima telt 3744 inwoners (volkstelling 2010).